# Tipula toxopeina
Tipula toxopeina är en tvåvingeart som beskrevs av Alexander 1971. Tipula toxopeina ingår i släktet Tipula och familjen storharkrankar. Inga underarter finns listade i Catalogue of Life.